# Inslagmoer

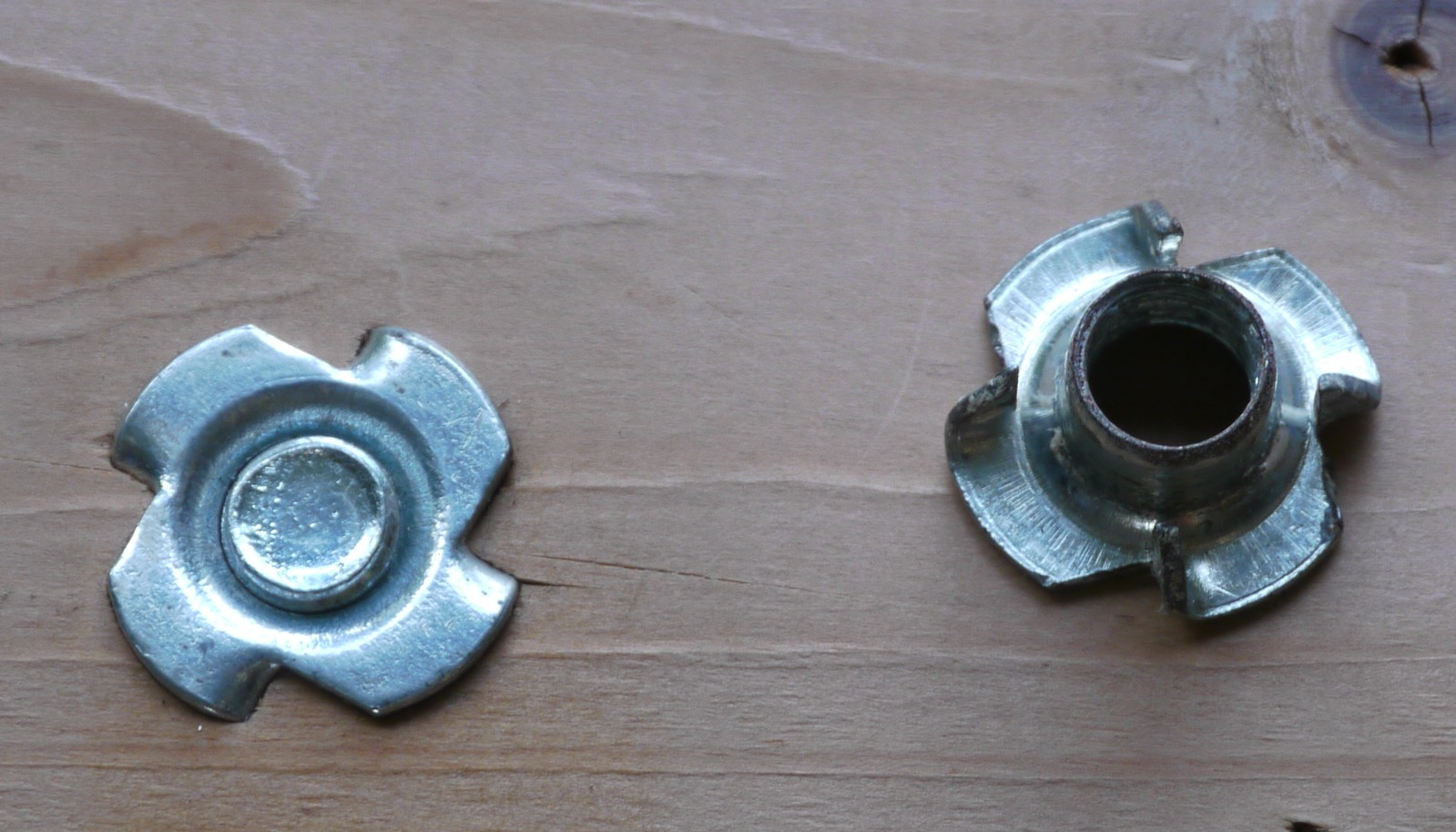
Inslagmoeren. Het linker exemplaar is in hout geslagen en vanaf de andere zijde is er een bout in gedraaid.

Een inslagmoer is een speciaal type moer, waaraan zich een flens met weerhaken bevindt.
Een dergelijke moer wordt gebruikt om een bout of draadeind te bevestigen aan hout. De flens zorgt ervoor dat de moer niet door het hout heen getrokken wordt; de weerhaken voorkomen dat de moer meedraait als de bout aan de andere zijde wordt aangedraaid.
De inslagmoer wordt in een voorgeboord gat in het hout geslagen; vervolgens wordt daar de bout in gedraaid.